# 中村愛音
中村 愛音（なかむら あやね、ラテン文字：Ayane Nakamura, 1993年12月2日 - ）は、日本の元フィギュアスケート選手（女子シングル）。2010年アジアンオープンフィギュアスケーティングトロフィー優勝。

## 経歴
1993年12月2日、仙台市で生まれる。5歳から長久保裕のもとでフィギュアスケートを始めた。2004年12月にホームリンクの「コナミスポーツクラブ泉・スケートリンク」が閉鎖され、練習場所の確保に苦しみながら、2005-2006シーズンの全日本ノービス選手権Aクラスで優勝。2006年4月からは親元を離れ、名古屋に拠点を移した長久保の自宅に住み込んだ。2006-2007シーズンには全日本ジュニア選手権で4位に入った。
2007-2008シーズンからジュニアクラスに上がり、ISUジュニアグランプリに参戦。国内では西日本ジュニア選手権で優勝したが、右股関節を痛めたため全日本ジュニア選手権を欠場。2008年秋に名東FSCの門奈裕子コーチのもとへ移った。2008-2009シーズンは全日本ジュニア選手権で4位となり、全日本選手権では9位だった。
2010-2011年シーズンのアジアフィギュア杯で優勝、2011-2012年シーズンをもって高校卒業と同時に引退した。
2018年シンガポールを拠点とする客船ボイジャーオブザシーズ内のスケートショーに出演中。

## 主な戦績
| 大会/年            | 2005-06 | 2006-07 | 2007-08 | 2008-09 | 2009-10 | 2010-11 | 2011-12 |
| ------------------ | ------- | ------- | ------- | ------- | ------- | ------- | ------- |
| 全日本選手権       |         |         |         | 9       | 12      | 20      | 24      |
| NRW杯              |         |         |         |         | 6       |         |         |
| 全日本Jr. 選手権   | 9       | 4       |         | 4       |         |         |         |
| JGPメキシコ杯      |         |         |         | 5       |         |         |         |
| JGPブラオエン杯    |         |         | 4       |         |         |         |         |
| JGPウィーン杯      |         |         | 4       |         |         |         |         |
| アジアフィギュア杯 |         |         | 2J      |         |         | 1       |         |

### 詳細
| 2011-2012 シーズン    |                                                |          |          |           |
| 開催日                | 大会名                                         | SP       | FS       | 結果      |
| 2011年12月22日 - 25日 | 第80回全日本フィギュアスケート選手権（門真市） | 23 42.80 | 24 71.09 | 24 113.89 |

| 2010-2011 シーズン    |                                              |          |          |           |
| 開催日                | 大会名                                       | SP       | FS       | 結果      |
| 2010年12月24日 - 27日 | 第79回全日本フィギュアスケート選手権（長野） | 21 42.82 | 19 74.58 | 20 117.40 |

| 2009-2010 シーズン  |                                              |          |          |           |
| 開催日              | 大会名                                       | SP       | FS       | 結果      |
| 2009年12月25日-27日 | 第78回全日本フィギュアスケート選手権（大阪） | 11 54.60 | 13 93.82 | 12 148.42 |
| 2009年12月3日-6日   | 2009年NRW杯（ドルトムント）                  | 8 45.76  | 3 88.85  | 6 134.61  |

| 2008-2009 シーズン      |                                                        |          |         |          |
| 開催日                  | 大会名                                                 | SP       | FS      | 結果     |
| 2008年12月25日-27日     | 第77回全日本フィギュアスケート選手権（長野）           | 13 46.64 | 9 91.43 | 9 138.07 |
| 2008年11月23日-11月24日 | 第77回全日本フィギュアスケートジュニア選手権（名古屋） | 1 56.65  | 8 85.79 | 4 142.44 |
| 2008年9月10日-14日      | ISUジュニアグランプリ メキシコ杯（メキシコシティ）     | 6 39.08  | 4 69.02 | 5 108.10 |

| 2007-2008 シーズン  |                                                                |         |         |          |
| 開催日              | 大会名                                                         | SP      | FS      | 結果     |
| 2007年10月10日-13日 | ISUジュニアグランプリ ブラオエン・シュベルター杯（ケムニッツ） | 4 46.28 | 3 75.71 | 4 121.99 |
| 2007年9月12日-15日  | ISUジュニアグランプリ ウィーン杯（ウィーン）                   | 4 46.63 | 5 75.12 | 4 121.75 |
| 2007年7月20日-22日  | アジアフィギュア杯 ジュニアクラス（台北）                      | 2 42.76 | 2 60.87 | 2 103.63 |

| 2006-2007 シーズン  |                                                      |          |         |          |
| 開催日              | 大会名                                               | SP       | FS      | 結果     |
| 2006年11月25日-26日 | 第75回全日本フィギュアスケートジュニア選手権（広島） | 10 39.26 | 5 84.30 | 4 123.56 |

| 2005-2006 シーズン  |                                                      |         |         |          |
| 開催日              | 大会名                                               | SP      | FS      | 結果     |
| 2005年12月10日-11日 | 第74回全日本フィギュアスケートジュニア選手権（長野） | 9 41.98 | 8 75.72 | 9 117.70 |

## プログラム
| シーズン  | SP                                            | FS                                                                                                |
| --------- | --------------------------------------------- | ------------------------------------------------------------------------------------------------- |
| 2008-2009 | レクイエム 作曲：ジュゼッペ・ヴェルディ       | ラプソディ・イン・ブルー 作曲：ジョージ・ガーシュウィン映画『アラビアのロレンス』サウンドトラック |
| 2007-2008 | さくらさくら 演奏：リチャード・クレイダーマン | ラプソディ・イン・ブルー 作曲：ジョージ・ガーシュウィン                                           |
| 2006-2007 | さくらさくら 作曲：リチャード・クレイダーマン | キャッツ 作曲：アンドリュー・ロイド=ウェバー                                                      |
| 2005-2006 | -                                             | オリエント急行殺人事件                                                                            |